# Дослідження софт-культури
Дослідження софт-культури — це нова галузь наукового знання, що аналізує програмне забезпечення з точки зору його впливу на сучасне культурне та соціальне життя.

## Визначення
Ініціатива з дослідження софт-культури виникла з поєднання наукових методів таких дисциплін як культурологія та наука про дані [2], що дало можливість аналізу масивних об'ємів культурних даних за допомогою обчислювальних методів та візуалізації.
Культурний софт — це поняття яке об'єднує різноманітні програми та бази даних, а також вебсайти та додатки, що дозволяють користувачам взаємодіяти та створювати медіа контент, спілкуватися онлайн, залишати коментарі, формувати стрічку новин і т. д., тобто відтворювати сучасні культурні практики.
Лев Манович — засновник дисципліни — в своїй книзі «Software takes command» наголошує на ролі програмного забезпечення в сучасному світі: "Я визначаю культурний софт як шар, пронизуючий усі системи сучасних спільнот. Культурний софт тому «культурний», бо використовується мільйонами людей, та розповсюджує мільйони «елементів» культури (медіа, інформацію та форми користувацької взаємодії з ними) ".

## Історія
Ініціатива з дослідження софт-культури була створена в 2007 році. На сьогоднішній день в її рамках виконано понад 30 проектів. Ініціатива з програмних досліджень має дві лабораторії: навчальний центр Міського Університету Нью-Йорку та навчальний центр у штаті Каліфорнія, район Ла-Хойя (офіційний сайт ініціативи) [Архівовано 22 квітня 2018 у Wayback Machine.].
Вперше, термін «Software Studies» — дослідження програмного забезпечення, з'явився в роботі Метью Фуллера, опублікованній MIT Press у червні 2008 року.
Першими конференціями в цій галузі, були семінар Software Studies 2006 та SoftWhere 2008
У 2008 році компанія MIT Press розпочала книжкову серію програмних досліджень та була започаткована перша академічна програма «Ініціатива дослідження програмного забезпечення» у штаті Каліфорнія Сан-Дієго)
У 2011 році ряд в основному британських дослідників створив журнал «Відкритий доступ». Журнал забезпечує платформу для «міждисциплінарного вивчення природи культури обчислювальних об'єктів, практик, процесів та структур».
Концептуально дослідження програмного забезпечення гуртуються на роботах Маршала Маклюєна [Архівовано 1 травня 2018 у Wayback Machine.], де вперше увага дослідника спрямована на роль засобів масової інформації самих по собі, а не на зміст медіа платформ, у формуванні культури. Значна роль для поштовху розробки теорії програмного забезпечення належить дослідженню відеоігор а також нового цифрового мистецтва, веб програмування та соціальних платформ.

## Декі теоретичні та практичні питання, що ставить перед собою ініціатива дослідження софт-культури
- Як поєднати обчислювальні методи та аналіз масових культурних даних з більш традиційними методами гуманітарних наук?
- Які нові теоретичні концепції та моделі потрібно розробити для можливості аналізу цифрової культури?
- Як зосередити аналіз культурних артефактів та житедіяльності людини на мінливості та різноманітності, а не лише на «типових» і «найбільш популярних» закономірностях?
- Як вивчати масштабні візуальні архіви, що можуть містити мільярди зображень та відео?
- Як краще демократизувати методи комп'ютерного та цифрового аналізу зображень, щоб вони могли використовуватися дослідниками та студентами без технічної підготовки?